# Асоціація конституційної політики (Японська імперія)

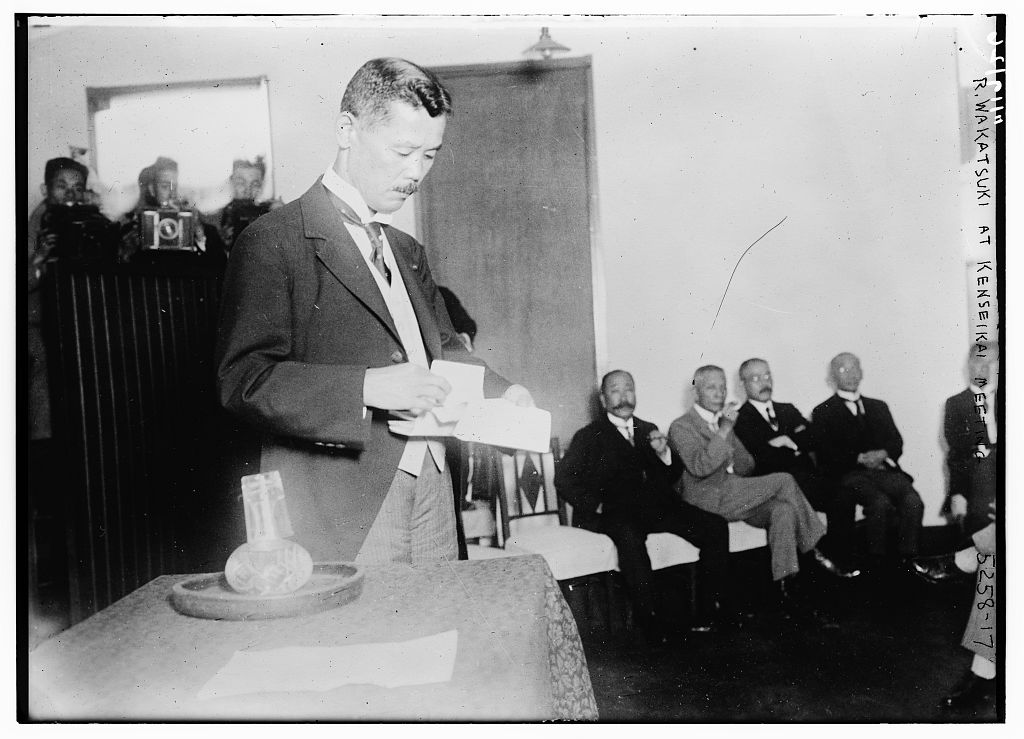
Японський політик Вакацукі Рейдзіро на зустрічі політичної партії Кенсейкай

Kenseikai (яп. 憲政会, дос: «Асоціація конституційної політики») короткострокова японська політична партія що діяла в довоєнній Японській імперії.

## Історія
«Асоціація конституційної політики» була заснована10 жовтня 1916 року як об'єднання декількох японських політичних партій. а саме «Асоціації товаришів Конституції» (на чолі з Като Такаакі), «Товариство неупередженості» (на чолі з Ozaki Yukio) та«Клубу дружби» (незначна опозиційна група). Новостворена політична партія «Асоціація конституційної політики» була очолена японським політиком Като Такаакі, нова партія була об'єднана своєю опозицією до політики тогочасної керівної партії «Асоціація друзів конституційного правління» під керівництвом прем'єр-міністра Японської імперії пана Окума Сіґенобу. «Асоціація конституційної політики» отримала фінансову підтримку від японської олігархії «дзайбацу» та Mitsubishi завдяки родинним зв'язкам з Като Такаакі. Також лідерами «Асоціація конституційної політики» були Хамаґуті Осаті та Адачі Кензо. Створення «Асоціація конституційної політики» надало їй загалом 198 місць у нижній палаті парламенту Японської імперії, таким чином сформувавши більшість, і збільшило очікування, що Като Такаакі стане наступним прем'єр-міністром Японської імперії.
Одначе посада прем'єр-міністра Японської імперії була прямим призначенням від японського імператора за порадою, яку надавав неконституційний орган Японської імперії відомий як «Ґенро», і в цьому випадку Ґенро несподівано висунуло натомість кандидатуру на посаду прем'єр-міністра Японської імперії, японського генерала Терауті Масатаке. На знак протесту «Асоціація конституційної політики» ініціював вотум недовіри, який згодом довів до розпуску японського парламенту і призвів до політичної ізоляції «Асоціація конституційної політики» майже на наступні десять років. Під час свого перебування в опозиції «Асоціація конституційної політики» рішуче виступав проти сибірської інтервенції та наполягав на більших правах для профспілок.
На загальних виборах 1924 року «Асоціація конституційної політики» отримав 150 місць в парламенті Японської імперії, що зробило його найбільшою незалежною партією в нижній палаті японського парламенту, але без більшості. Като Такаакі погодився сформувати коаліційний уряд разом з «Асоціація друзів конституційного правління» (на чолі з Такахасі Корекійо), який мав 100 місць в японському парламенті, та «Реформістським клубом» (на чолі з Інукаї Цуйосі), який мав 30 місць в японському парламенті. Ця трипартійна коаліція (Гокен Сампа Найкаку) була першим парламентським коаліційним урядом в історії Японської імперії, і використовувала свою більшість в японському парламенті, щоб зосередитися на внутрішніх політичних реформах і поміркованій зовнішній політиці.
Новостворений уряд Японської імперії рішуче наполягав на управлінні в імперії відповідно до конституції Великої Японської імперії, без впливу чи контролю з боку «ґенро». Він також виступав за загальне виборче право чоловіків (що призвело до Закону про загальні вибори) і вкрай необхідні реформи трудового законодавства та економічної ситуації для фермерів. Однак, попри на свій ліберальний імідж, у 1925 році коаліція прийняла сумнозвісний «Закон про збереження миру».
Після смерті Като Такаакі «Асоціація конституційної політики» очолив Вакацукі Рейдзіро, але його уряд не зміг втриматись через фінансову кризу Сьова 1927 року. Тому «Асоціація конституційної політики» довелось об'єдналися з «Партія друзів ортодоксальної конституції» у червні 1927 року, щоб сформувати нову японську політичну партію під назвою "Конституційно-демократична партія".

## Результати виборів
| Рік виборів | голосів | голосів  | Манданти  | Зміна |
| Рік виборів | Номер   | Відсоток | Манданти  | Зміна |
| ----------- | ------- | -------- | --------- | ----- |
| 1917 рік    | 467,518 | 36,0 %   | 121 / 381 | ▬     |
| 1920 рік    | 715 500 | 27,5 %   | 110 / 464 | ▼ 11  |
| 1924 рік    | 872,533 | 29,3 %   | 151 / 464 | ▲ 41  |

## Рекомендована література
- Garon, Sheldon (2001). The State and Labor in Modern Japan. Palgrave Macmillan. ISBN 0-312-23915-7.
- Gordon, Andrew (2008). A Modern History of Japan: From Tokugawa Times to the Present. Oxford University Press. ISBN 978-0-19-533922-2.
- Jansen, Marius B. (2000). The Making of Modern Japan. Cambridge: Harvard University Press. ISBN 9780674003347ISBN 9780674003347; OCLC 44090600
- Mason, RHP. A History of Japan. Tutte Publishing (1987). ISBN 0-8048-2097-XISBN 0-8048-2097-X
- Sims, Richard (1990). Japanese Political History Since the Meiji Renovation 1868–2000. University of California Press. ISBN 0-520-06838-6.